# William Wharton
William Wharton, pseudonimo di Albert William Du Aime (Filadelfia, 7 novembre 1925 – Encinitas, 29 ottobre 2008), è stato uno scrittore e pittore statunitense.

## Biografia
Nato Albert William Du Aime a Filadelfia, in Pennsylvania, nel 1925, si laurea all'Upper Darby High School nel 1943.
Gravemente ferito durante la Seconda guerra mondiale, ritorna in patria, si specializza in psicologia all'Università della California, Los Angeles ed insegna per undici anni nelle scuole pubbliche.
Trasferitosi a Parigi, inizia a dipingere con il suo vero nome Albert du Aime mantenendosi con la vendita delle sue opere avvicinabili all'espressionismo.
Esordisce nella narrativa a 54 anni con il romanzo Birdy e riscuote un immediato successo vincendo il National Book Award nella sezione opera prima.
In seguito pubblica numerosi romanzi e memoir traendo spesso spunto da vicende autobiografiche come la guerra, la passione per i canarini e l'attività di pittore. Tre dei suoi romanzi, Birdy, Papà e Chiarore di mezzanotte sono stati trasposti in pellicola.
Muore il 29 ottobre 2008 a Encinitas, in California, a causa di un'infezione mentre era ricoverato per problemi di pressione del sangue.

## Vita privata
La sua vicenda familiare è segnata dalla tragica perdita della figlia Kate Rodewald, del genero e di due nipoti in un maxi-incidente stradale nel 1988 vicino Albany, in Oregon, dovuto al fumo provocato dalla combustione dell'erba.

## Opere principali

### Romanzi
- Birdy (1978), Milano, Sperling & Kupfer, 1980 Traduzione di Pier Francesco Paolini ISBN 88-200-0113-6
- Papà (Dad) (1981), Milano, Sperling & Kupfer, 1982 Traduzione di Pier Francesco Paolini ISBN 88-200-0242-6
- Chiarore di mezzanotte (A Midnight Clear) (1982), Milano, Frassinelli, 1983 Traduzione di Pier Francesco Paolini ISBN 88-200-0330-9
- Scumbler (1984)
- Orgoglio (Pride) (1985), Milano, Feltrinelli, 1987 Traduzione di Riccardo Mainardi ISBN 88-07-01340-1
- Tidings (1987)
- Franky Furbo (1989)
- Last Lovers (1991)
- Shrapnel (2012)

### Biografie
- Wrongful Deaths (1994)
- Ever After: A Father's True Story (1995)
- Houseboat on Seine (1996)

## Filmografia
- Birdy - Le ali della libertà (Birdy) (1984) regia di Alan Parker (soggetto)
- Dad - Papà (Dad) (1989) regia di Gary David Goldberg (soggetto)
- Vicino alla fine (A Midnight Clear) (1992) regia di Keith Gordon (soggetto)